# Malice (videogioco 2004)
Malice è un videogioco a piattaforme del 2004 sviluppato da Argonaut Games per PlayStation 2 e Xbox.

## Sviluppo
Originariamente ideato per PlayStation, il titolo è stato inizialmente annunciato come esclusiva Xbox. Nel 2001 è stata confermata l'esistenza della versione PlayStation 2 di Malice, distribuita da Vivendi Universal.
Il gioco è stato mostrato nel corso dell'E3 2002 e previsto per novembre dello stesso anno. Ad ottobre Sierra ha annunciato un rinvio del gioco per il 2003.
Nonostante Argonaut avesse annunciato la cancellazione del titolo nel 2003, il gioco è stato successivamente distribuito in America del Nord da ZeniMax Media.